# ای‌اس دراور
اتل استیفنا دراور(به انگلیسی: Ethel Stefana Drower)-تا پیش از ازدواج استیونز(به انگلیسی: Stevens)-(زادهٔ ۱ دسامبر ۱۸۷۹- مرگ ۲۷ ژانویهٔ ۱۹۷۲) بانوی مردم‌شناس بریتانیایی بود. او بر روی خاورمیانه، مردمان و فرهنگ آن کار کرده‌بود. او از نخستین کسانی بوده که در زمینهٔ مندائیان و نوشته‌های آنان پژوهش‌هایی داشته است.
او در ۱۹۱۰ با ادوین دراور پیمان زناشویی بست و از آن پس به نام خانوادگی دراور شناخته‌می‌شد. پس از ازدواج به کار نوشتن داستان‌های عاشقانه برای انتشارات نیلز و بون و دیگر انتشارات پرداخت. در ۱۹۲۱ به همراه شوهرش که رایزن وزارت دادگستری شده‌بود به عراق رفت و تا ۱۹۴۶ در آنجا ماند. او در آنجا به کار بر روی متن‌های دینی مندائی پرداخت و قلستا را ترجمه کرد و دربارهٔ ایزدیان نیز پژوهش‌نمود.